# Sluizen Hansweert
De Sluizen Hansweert zijn een tweelingsluis en bestaan uit twee sluizen met roldeuren net naast elkaar. De locatie is Hansweert in de Nederlandse provincie Zeeland.
De sluizen zorgen voor de vaarweg tussen de Westerschelde en het Kanaal door Zuid-Beveland voor vaartuigen tot en met CEMT-klasse VIb. (200 × 23 meter). De toegestane diepgang is 4,75 meter bij een waterstand van -0,75 m NAP of even zoveel minder bij een lagere waterstand.
Over het sluiscomplex en de sluisdeuren lopen dienstwegen (van Rijkswaterstaat) waarvan voetgangers, (brom)fietsers en ontheffinghouders gebruik kunnen maken.

## Historie
Redactie Zeeuwse Ankers, Het oude sluizencomplex van Hansweert. Zeeuwse Ankers. Gearchiveerd op 27 juli 2021. Geraadpleegd op 30 augustus 2022. 